# بوگرا-۴
بوگرا-۴ (به لاتین: Bogra-4) یک منطقهٔ مسکونی در بنگلادش است که در ناحیه بوگرا واقع شده‌است.